# Mud
Mud var en engelsk musikgruppe, der i glam rock-perioden huserede især de engelske hitlister.

## Sammensætning
Gruppen opstod i de sene 60'ere med udspring i Carlshalton, England. De oprindelige medlemmer var Les Gray (9. april 1946 – 21. februar 2004, vokal, Rob Davis (1. oktober 1947-), guitar, Ray Stiles (20. november 1946-), bas og Dave Mount (3. marts 1947 – 3. december 2006), trommer. Fra 1977 blev keyboard-spilleren og vokalisten Brian Tatum fast tilknyttet bandet.

## Begyndelsen
Gruppen kaldte sig oprindeligt The Mourners, men skiftede navn til Mud, da dette ville se større ud på plakater og bannere.
Deres første singler, skrevet af guitaristen Rob Davis (senere anerkendt komponist, der har skrevet sange for bl.a. Kylie Minogue og Sophie Ellis-Baxtor), gav dem ingen succes på pladefronten, men til gengæld nød de stor popularitet som live-orkester.

## Hits-tiden
Større popularitet kom med The Basil Brush-show, der førte dem frem for et bredere publikum. I 1972 blev de opdaget af producent Mickie Most. Han skrev kontrakt med dem på sit eget pladeselskab RAK og førte dem sammen med komponisterne og producerne Nicky Chinn og Mike Chapman, der skrev en række iørefaldende bubblegum/glam rock-hits til dem i perioden 1972-75, hvilket medførte tre førstepladser på Top of the Pops: "Tiger Feet" (den mest sælgende singleplade i England i 1974), "Lonely this Christmas" (en Elvis-imitation) og "Oh Boy" (en a capella-agtig genindspilning af det gamle Buddy Holly-nummer).
Gruppen optrådte hyppigt på Top of The Pops, og lagde vægt på at give deres optræden en humoristisk side. Da de optrådte med "Tiger Feet" anvendte de således mandlige 'dansepiger' og under "Lonely This Christmas" sang Les Gray sammen med en bugtalerdukke. Gruppen havde i alt 15 single-plader på TOTP.
I 1975 valgte Mud at skifte pladeselskab fra RAK til Private Stock (Philips i Skandinavien), hvilket betød, at deres samarbejde med Chinn og Chapman blev afbrudt. Rob Davis og Ray Stiles mente, at de kunne overtage sangskriveriet.
En mindre række hits fulgte, men i 1976 var hitkilden løbet tør.

## Tiden efter 1976
Efter at have udgivet to lp'er på Private Stock, begge uden større succes, skrev gruppen kontrakt med RCA i 1977. Yderligere to lp'er fulgte, men RCA var ikke videre interesseret i at markedsføre gruppen, så selv om Mud lavede nogle af deres bedste numre i denne periode, skete det i ubemærkethed.
I 1978 forlod Les Gray gruppen for at forsøge en solo-karriere, dels under eget navn, dels under pseudonymet Tulsa McLean opkaldt efter Elvis' rolle i filmen G.I.Blues.
Mud udgav sin sidste lp-plade i 1979 og sin sidste singleplade samme år, nu med en kvindelig sanger ved navn Margo Buchanan. Da hverken lp eller single var nogen succes, valgte gruppen at skifte navn til Rico, men gik snart i opløsning.
I begyndelsen af firserne gendannedes gruppen. Først med den oprindelige besætning, sidenhen kun med forsangeren Les Gray. Gruppen blev da kendt som Les Gray's Mud. Les Gray døde i Portugal i 2004 af komplikationer i forbindelse med halskræft, men hans gruppe fortsatte under navnet Mud featuring Members of Les Grays Mud.
Ray Stiles spiller i dag med The Hollies. 
Rob Davis er som nævnt pladeproducer/komponist. 
Dave Mount var forsikringsagent til sin død i 2006. Øjensynlig tog han sit eget liv på grund af ægteskabelige problemer.

## Diskografi
Ud fra hver titel er listet udgivelsesårstallet samt eventuel hitlisteplacering.

### Singler
- "Flower Power" (1967)
- "Up The Airy Mountain" (1968)
- "Shangri-La" (1969)
- "Jumping Jehosaphat" (1970)
- "Crazy" (1973); #12 UK
- "Hypnosis" (1973); #16 UK
- "Dyna-mite" (1973); #4 UK
- "Tiger Feet" (1974); #1 UK
- "The Cat Crept In" (1974); #2 UK
- "Rocket" (1974) #6 UK
- "Lonely This Christmas" (1974); #1 UK
- "The Secrets That You Keep" (1975); #3 UK
- "Oh Boy" (1975); #1 UK
- "Moonshine Sally" (1975); # 10 UK
- "One Night" (1975); # 32 UK
- "L'L'Lucy" (1975); # 10 UK
- "Show Me You're A Woman" (1975); # 8 UK
- "Nite On The Tiles" (1976)
- "Beating Round The Bush" (1976)
- "Shake It Down" (1976); # 12 UK
- "Lean On Me" (1976); # 7 UK
- "Slow Talking Boy" (1977)
- "Just Try A Little Tenderness" (1977)
- "Cut Across Shorty" (1978)
- "Drift Away" (1978)
- "Why Do Fools Fall In Love"/"Book Of Love" (1979)
- "Drop Everything And Run" (1979)

### LP-plader
- Mud Rock (1974); # 8 UK
- Mud Rock Volume 2 (1975); # 6 UK
- Mud's Greatest Hits (1975); # 25 UK
- Use your Imagination (1975); # 33 UK
- It's better than Working (1976)
- Mudpack (1976)
- Rock On (1977)
- As You Like It (1979)